# Peste tufiș
Peste tufiș (în engleză Over the Hedge) este un film de animație american, bazat pe revista de benzi desenate cu același nume. A fost regizat de Tim Johnson și Robbie Kirkpatrick și produs de Bonnie Arnold. A fost lansat în Statele Unite pe 19 mai 2006. Filmul a fost produs de DreamWorks Animation și distribuit de Paramount Pictures. Vocile personajelor sunt interprete de Bruce Willis, Garry Shandling, Steve Carell, William Shatner, Wanda Sykes, și Nick Nolte. În limba română dublează Laurențiu Duță (Hammy), Sorin Bontea (Dwayne LaFontant) și Lili Sandu (Localnică) filmul având premiera în anul 2022 pe Comedy Central România.
Acesta este primul film DreamWorks Animation distribuit de Paramount Pictures, care a achiziționat studiourile DreamWorks în 2006.

## Legături externe
- Site web oficial
- Over the Hedge la Internet Movie Database
- Over the Hedge pe site-ul The Big Cartoon DataBase
- Over the Hedge la Allmovie
- Over the Hedge la Box Office Mojo
- Over the Hedge la Rotten Tomatoes